# I Remember Everything
«I Remember Everything» es una canción del cantante estadounidense Zach Bryan junto a la artista de música country, Kacey Musgraves. Apareció como la pista once de su cuarto álbum de estudio Zach Bryan, lanzado el 25 de agosto de 2023. La canción debutó en el número uno del Billboard Hot 100 de Estados Unidos, convirtiéndose en la primera canción número uno de Bryan y Musgraves.

## Antecedentes
Mientras daba los toques finales a la canción, Bryan compartió el título y una breve vista previa el 14 de junio de 2023. La confusión inicial provocada por el título de una balada de John Prine del mismo nombre llevó a Bryan a explicar que quería cambiar el título de la canción al principio, pero finalmente lo dejó tal como estaba, ya que un cambio no "le sentaba bien". Tocó una interpretación acústica de la canción en su Instagram.

## Composición
"I Remember Everything" es una "balada escasa" sobre "el amor y la vida", refleja una conversación entre un hombre y una mujer que solían amarse. Si bien se destacó ampliamente que los protagonistas estaban en una relación, la canción también podría hablar de un "romance de playa de verano pasado" en un "Ford del 88", como sugiere Rolling Stone. La pareja en cuestión reafirma la autenticidad de sus sentimientos y experiencias pasadas a través de sus letras. La pareja comparte "perspectivas trágicamente diferentes" sobre el alcohol y su papel a lo largo de su relación. Mientras Bryan recuerda los aspectos positivos de su relación, Musgraves recuerda connotaciones más negativas, acusándolo de no ser el hombre que una vez juró ser. Acompañado sólo por una guitarra acústica y un juego de cuerdas hacia el final, Bryan canta líneas "minuciosamente simples pero poéticas" a las que Musgraves se opone como su contraparte. Su energía juntos en la pista fue descrita como "un vendaval", combinando los elementos característicos de "anhelo" de Musgraves y la "reputación de Bryan como compositor sólido".

## Posicionamiento en listas
| Lista (2023)                                  | Mejor posición |
| --------------------------------------------- | -------------- |
| Australia (ARIA)                              | 19             |
| Canadá (Canadian Hot 100)                     | 2              |
| Estados Unidos (Billboard Hot 100)            | 1              |
| Estados Unidos (Hot Country Songs)            | 1              |
| Estados Unidos (Hot Rock & Alternative Songs) | 1              |
| Global 200 (Billboard)                        | 4              |
| Irlanda (IRMA)                                | 15             |
| Nueva Zelanda (RMNZ)                          | 26             |
| Reino Unido (UK Singles Chart)                | 56             |

## Historial de lanzamientos
| Región | Fecha                   | Formato(s) | Discográfica(s) | Ref.   |
| ------ | ----------------------- | ---------- | --------------- | ------ |
| Italia | 8 de septiembre de 2023 | Airplay    | Warner          | [ 16 ] |